# فرنسيسكو أدولفو كويلو
فرنسيسكو أدولفو كويلو (بالبرتغالية: Francisco Adolfo Coelho‏) هو تربوي وكاتب برتغالي، ولد في 15 يناير 1847 في قلمرية في البرتغال، وتوفي في 9 فبراير 1919 في Carcavelos ‏ في البرتغال.